# Finlands præsident
Finlands præsident er statsoverhovedet i Finland. Ifølge den finske grundlov indehaves den udøvende magt af præsidenten og regeringen, så præsidenten har en væsentlig grad af magten. Præsidenten vælges ved direkte valg af landets befolkning, der afholdes hvert sjette år. Siden 1991 har der været en begrænsning gående ud på, at ingen præsident kan vælges til mere end to på hinanden følgende perioder. Præsidenten skal være finskfødt og have finsk statsborgerskab. Præsidentposten blev indført med grundloven af 1919. Den nuværende præsident er Alexander Stubb, som afløste Sauli Niinistö, hvis embedsperiode udløb med udgangen af februar 2024.
Officielt kaldes statsoverhovedet for Republikken Finlands præsident (finsk: Suomen tasavallan presidentti) eller mere dagligdags Republikkens præsident.

## Valgproces
Kandidater til præsidentvalget kan nomineres af registrerede partier, der har opnået mindst én plads ved det seneste parlamentsvalg. En kandidat kan også nomineres af 20.000 stemmeberettigede borgere. I perioden 1919-1988 blev præsidenten valgt indirekte af et valgkollegium bestående af valgmænd, der blev fundet ved præsidentvalget. I 1988 blev der afholdt både et indirekte og et direkte valg af præsidenten; hvis en kandidat ikke kunne opnå flertal, ville valgkollegiet fundet ved samme valg udpege præsidenten. Fra 1994 og frem er præsidenterne valgt ved direkte valg. 
Hvis der kun nomineres én kandidat, bliver denne præsident uden afholdelse af valg. I modsat fald finder første runde af præsidentvalget sted den tredje søndag i januar i valgåret. Valget foregår i to runder. Hvis én af kandidaterne opnår mere end halvdelen af de afgivne stemmer i første runde, bliver denne kandidat præsident. Hvis ingen kandidat opnår halvdelen af stemmerne, afholdes en ny valgrunde tre uger efter den første valgrunde, og heri deltager kun de to kandidater, der opnåede flest stemmer i første valgrunde. Ved anden valgrunde bliver den kandidat, der opnår flest stemmer, ny præsident. I tilfælde af, at begge kandidater opnår præcist lige mange stemmer, findes præsidenten ved lodtrækning. Statsrådet bekræfter valgets udfald og vil i påkommende tilfælde foretage lodtrækningen. Præsidenten indtræder i embedet den første dag i måneden efter det afgørende valg, hvilket vil sige enten 1. februar (hvis valget afgøres i første runde) eller 1. marts.

## Indsættelsesprocedure
På den første dag i måneden efter den afgørende valgrunde overtager den nyvalgte præsident formelt embedet i følgeskab med Parlamentets formand og den afgående præsident ved afgivelse af et højtideligt løfte på både finsk og svensk under en ceremoni i Parlamentet. Løftet gives ifølge afsnit 56 i grundloven og lyder således i dansk oversættelse:
- "Jeg, N.N., som Finlands befolkning har valgt til præsident for republikken Finland, forsikrer, at jeg i udøvelsen af præsidentembedet oprigtigt og trofast vil følge republikkens grundlov og love samt efter bedste evner at fremme det finske folks velfærd."

Med afgivelsen af dette løfte, der sker klokken cirka 12.20,  begynder præsidentperioden officielt for den nyvalgte præsident, og samtidig slutter præsidentperioden for den afgående præsident. Efter afgivelsen af løftet inspicerer den nye præsident i følgeskab med sin forgænger Æresgarden uden for Parlamentet. 
Præsidenten tiltales formelt som "Hans/Hendes excellence, præsident for republikken Finland".

## Historiske valg
Der har været flere bemærkelsesværdige valg af præsidenten. Den første præsident, Kaarlo Juho Ståhlberg, blev valgt af parlamentet som følge af overgangsregler i grundloven. I 1940 og 1943 var det valgkollegiet fra 1937, der udpegede præsidenten, idet det var opfattelsen, at et valg af et nyt valgkollegium ikke kunne gennemføres som følge af fortsættelseskrigen. I 1944 fastsatte en særlov, at marskal Mannerheim skulle være præsident i en seksårsperiode, efter at Risto Ryti havde trukket sig fra posten midtvejs. I 1946 gav en ny særlov parlamentet bemyndigelse til at udpege en efterfølger til Mannerheim til resten af hans præsidentperiode (til 1950) efter hans afsked. Parlamentet valgte da premierminister Juho Kusti Paasikivi til præsident. I 1973 blev der lavet en særlov, der forlængede Urho Kekkonens valgperiode med fire år til 1978, hvor han blev genvalgt på normal vis. 

## Seneste valg
Det seneste præsidentvalg i Finland i begyndelsen af 2012 fik følgende resultat:
Første valgrunde 22. januar 2012
| Kandidat         | Parti               | Antal stemmer | Procentandel |
| ---------------- | ------------------- | ------------- | ------------ |
| Sauli Niinistö   | Samlingspartiet     | 1.131.254     | 36,96        |
| Pekka Haavisto   | Det Grønne Forbund  | 574.275       | 18,76        |
| Paavo Väyrynen   | Centerpartiet       | 536.555       | 17,53        |
| Timo Soini       | De Sande Finner     | 287.571       | 9,40         |
| Paavo Lipponen   | Socialdemokraterne  | 205.111       | 6,70         |
| Paavo Arhinmäki  | Venstreforbundet    | 167.663       | 5,48         |
| Eva Biaudet      | Svensk Folkeparti   | 82.598        | 2,70         |
| Saru Essayah     | Kristendemokraterne | 75.744        | 2,47         |
| I alt            | I alt               | 3.060.771     | 100,0        |
| Ugyldige stemmer | Ugyldige stemmer    | 9.654         | 0,3          |

Anden valgrunde 5. februar 2012
| Kandidat         | Parti              | Antal stemmer | Procentandel |
| ---------------- | ------------------ | ------------- | ------------ |
| Sauli Niinistö   | Samlingspartiet    | 1.802.400     | 62,63        |
| Pekka Haavisto   | Det Grønne Forbund | 1.076.957     | 37,37        |
| I alt            | I alt              | 2.879.357     | 100,0        |
| Ugyldige stemmer | Ugyldige stemmer   | 25.095        | 0,9          |